# Tipula (Lindnerina) serta
Tipula (Lindnerina) serta is een tweevleugelige uit de familie langpootmuggen (Tipulidae). De soort komt voor in het Nearctisch gebied.